# Cemitério de East Finchley

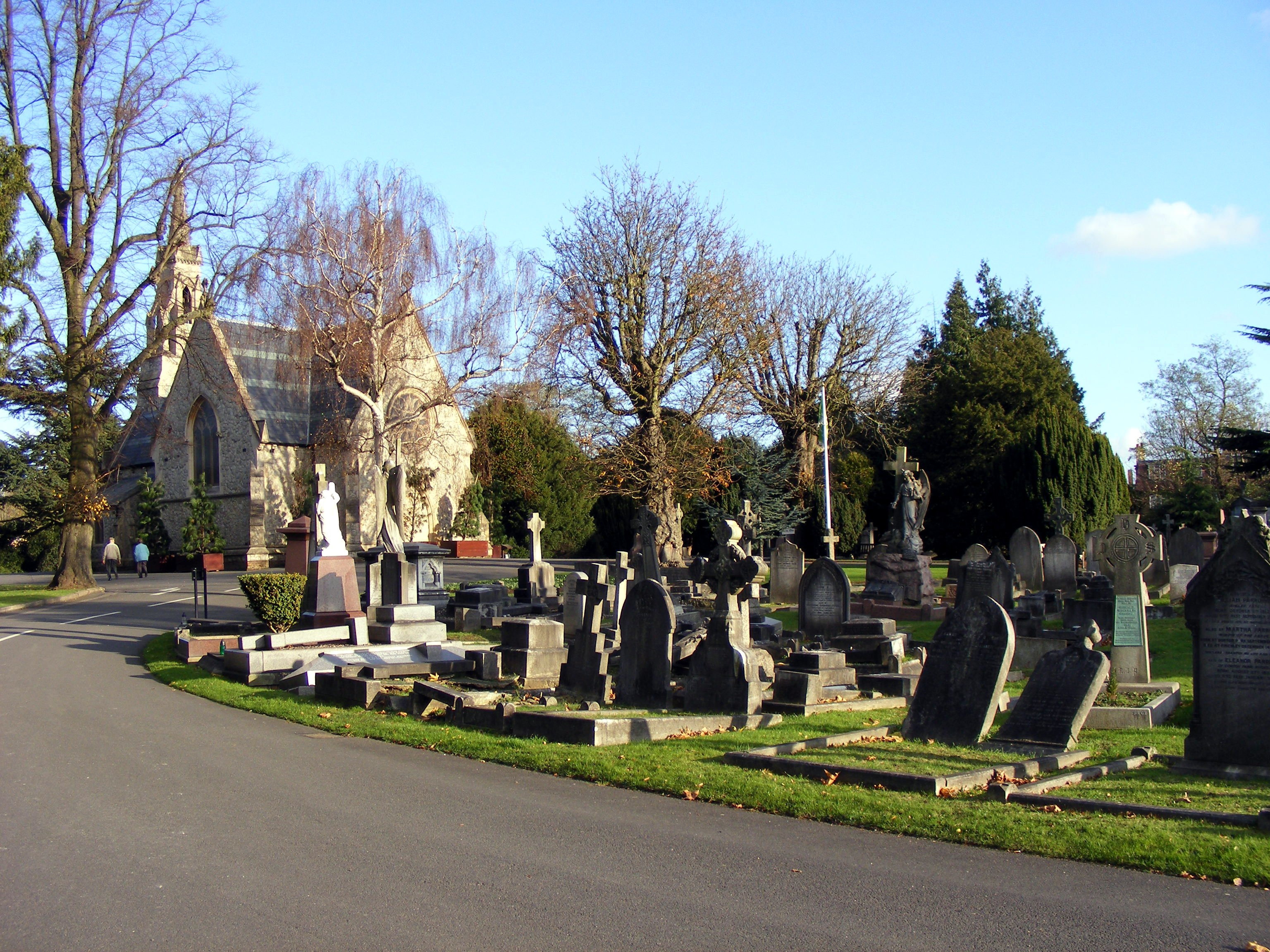
Capela no Cemitério de East Finchley

O Cemitério de East Finchley (em inglês:  East Finchley Cemetery) é um cemitério e crematório em East End Road, East Finchley, Barnet, borough da Grande Londres. As instalações são de propriedade e geridas pela Cidade de Westminster.

## Sepultados notáveis

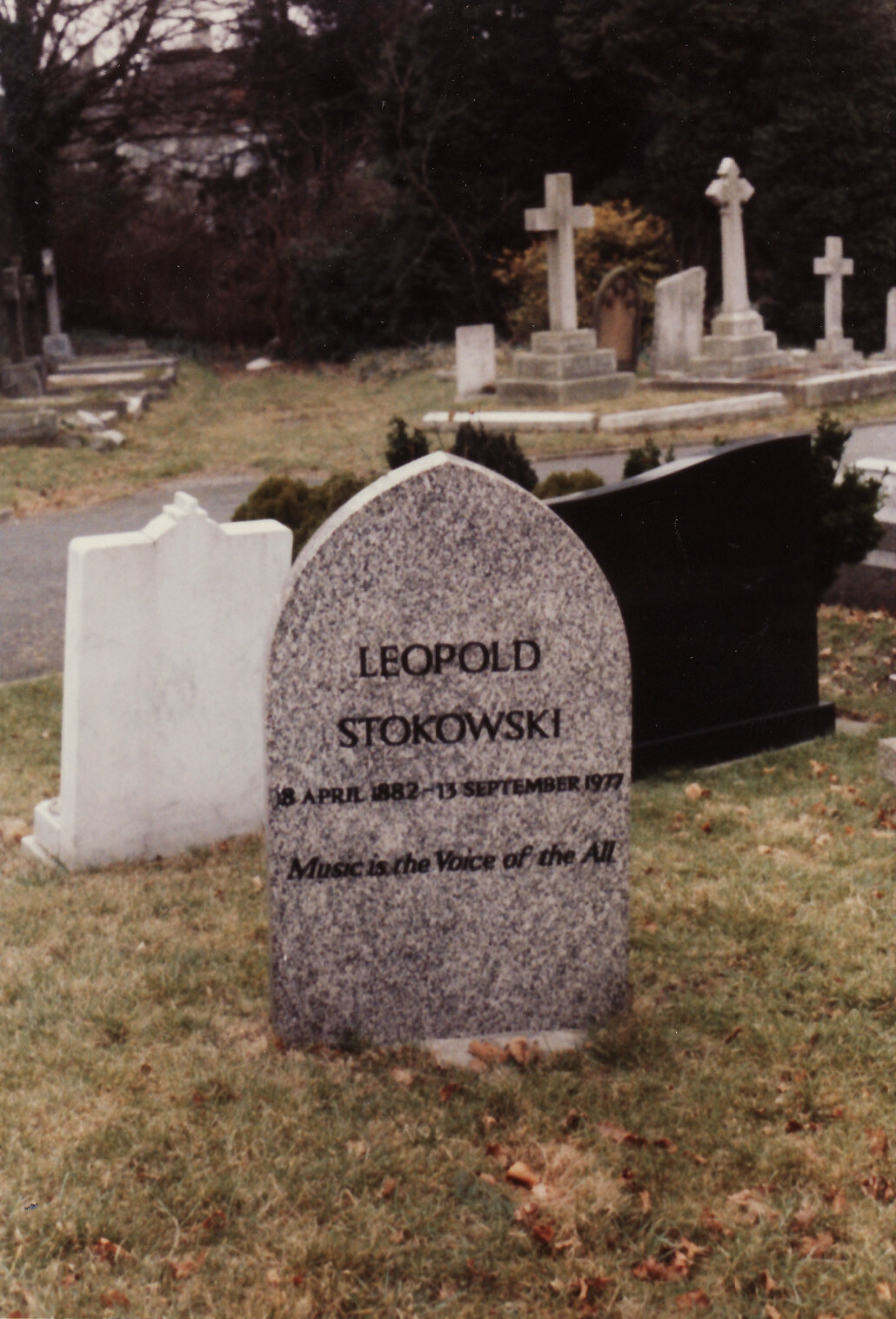
Sepultura de Leopold Stokowski

- Jeremy Beadle - apresentador de TV (cremação,[2] sepultado no Cemitério de Highgate)
- Sir Henry Bishop – Professor de música em Oxford e compositor de ópera[1]
- Keith Blakelock – Conselheiro da polícia assassinado no tumulto de Tottenham
- Algernon Borthwick, 1st Baron Glenesk – Capela Memorial e Mausoléu[1]
- Sir Austen Chamberlain – Secretário de Estado, recipiente do Nobel da Paz, filho de Joseph Chamberlain e irmão de Neville Chamberlain[1]
- Harry Champion – cantor de music hall
- Robert Donat – Ator[1]
- Matthew Garber – Ator
- William Gowland - Enginneiro e arqueólogo
- Alfred Harmsworth – Fundador do Daily Mail[1]
- Sir Robert Harmsworth – Edito de jornal com um memorial de Edwin Lutyens[1]
- Harold Harrison - Jogador de rugby
- Sir George Hayter – Pintor principal da Vitória do Reino Unido[1]
- Max Herrmann-Neisse - Poeta e novelista alemão
- Thomas Henry Huxley – Biologista[1]
- Sidney Paget - Ilustrador das histórias sobre Sherlock Holmes de Arthur Conan Doyle
- Wendy Richard - Atriz, cremada antes no Crematório de Golders Green[3]
- William Heath Robinson – Cartunista[1]
- Gaynor Rowlands – Atriz e cantora
- Thomas Stevens – Ciclista, primeiro a dar a volta ao mundo de bicicleta[1]
- Henry Charles Stephens – Magnata da tinta
- Marie Studholme – Atriz e cantora
- Leopold Stokowski – Maestro[1]
- William Bernhardt Tegetmeier - Naturalista
- Little Tich – Cantor de music hall e dançarino
- George Walters – Sargento que recebeu a Cruz Vitória Batalha de Inkerman em 1854[1]
- Kenneth Williams - Ator e comediante (cremado).[4]

## Galeria

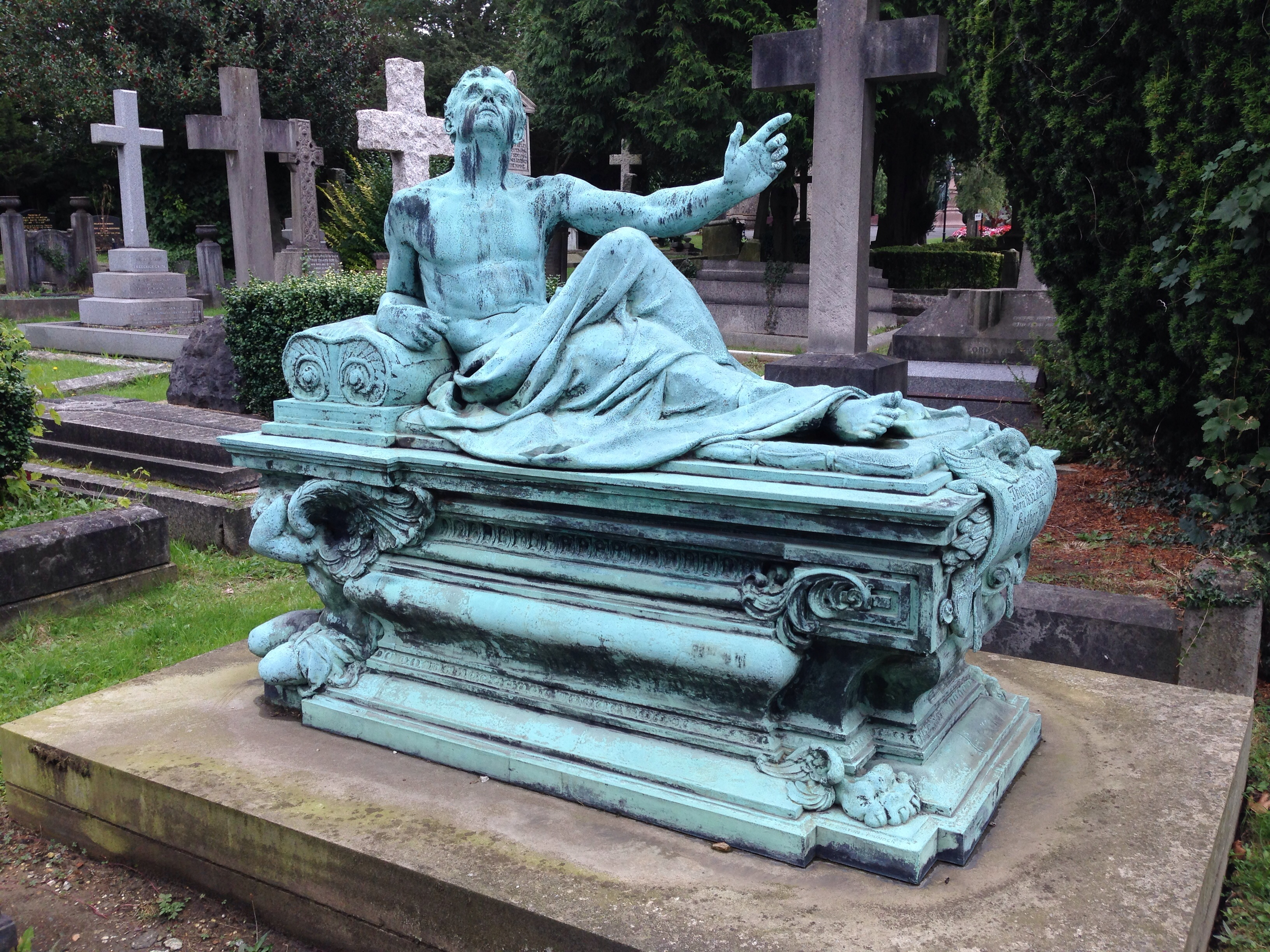
Monumento a Sir Thomas e Esther Tate
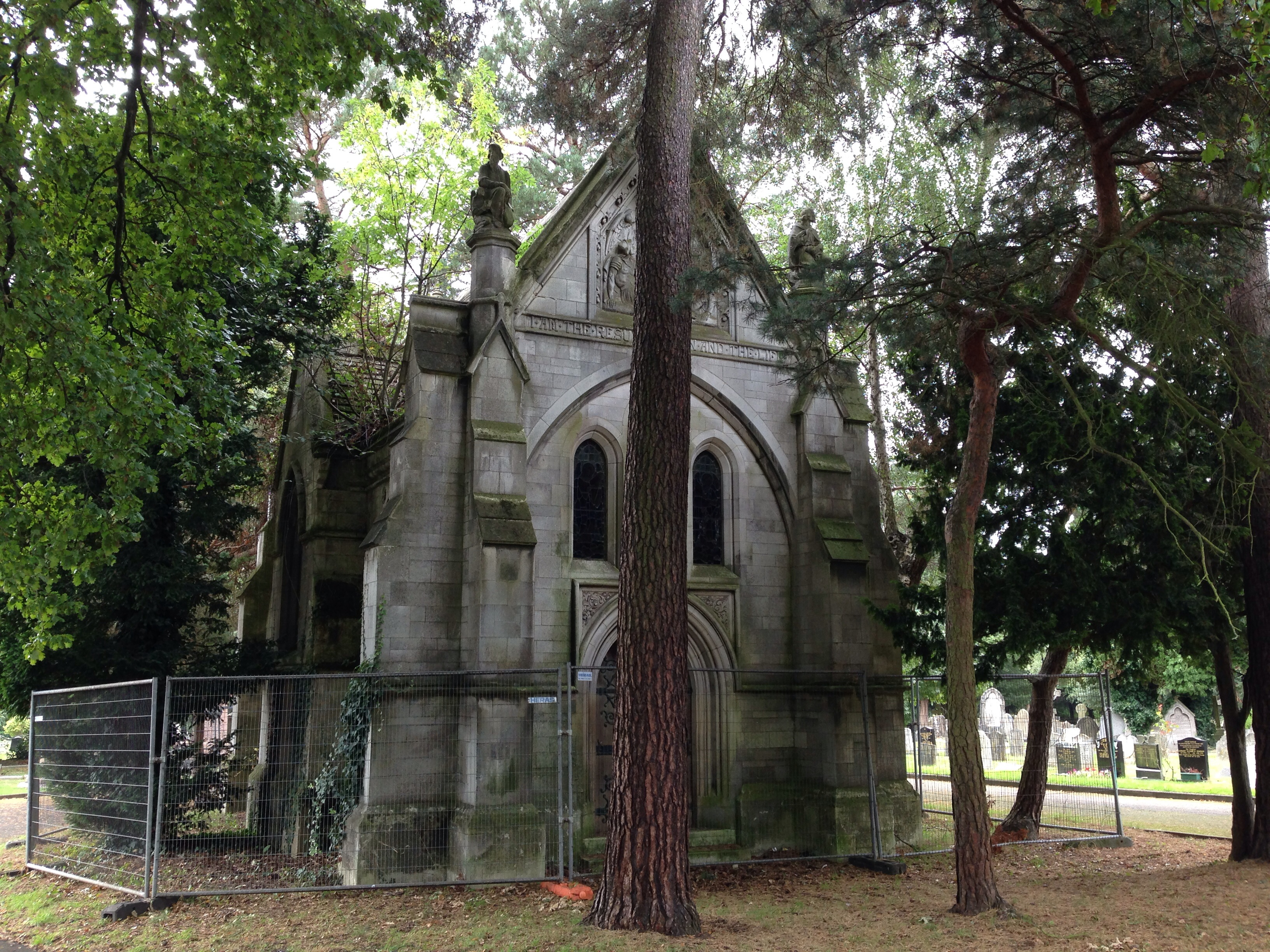
Mausoleu Glenesk
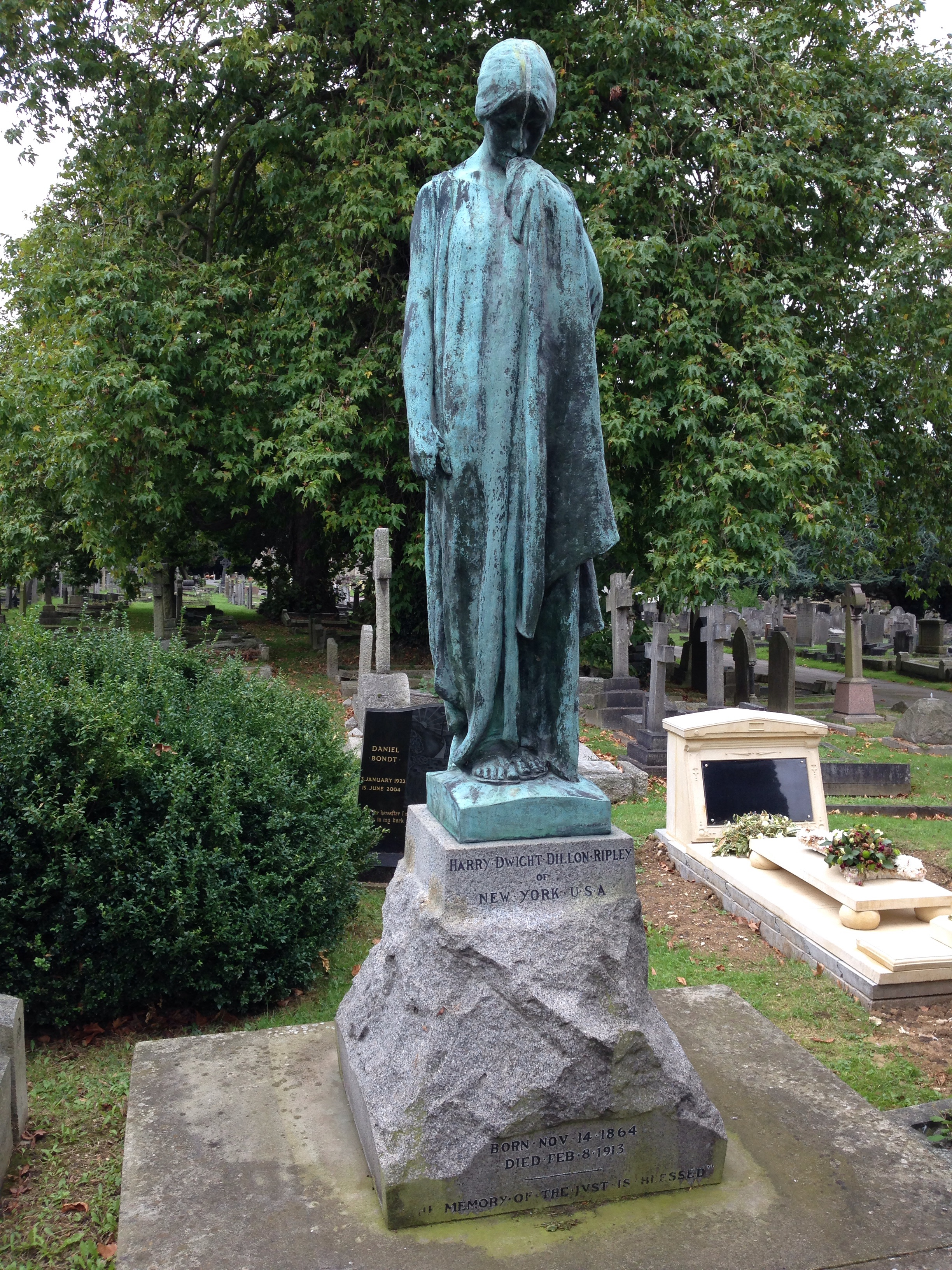
Monumento a Harry Ripley